# Церий
| 58        | Церий |
| Ce140,116 |       |
| 4f15d16s2 |       |

Це́рий (химический символ — Ce, от лат. Cerium) — химический элемент 3-й группы (по устаревшей классификации — побочной подгруппы третьей группы, IIIB) шестого периода периодической системы химических элементов Д. И. Менделеева с атомным номером 58.
Относится к лантаноидам.
Простое вещество церий — это мягкий, пластичный редкоземельный металл серебристого цвета. Легко окисляется на воздухе.

## История
Назван в честь самой большой из малых планет, Цереры (Ceres), в свою очередь, названной в честь римской богини плодородия.
Немецкий химик М. Г. Клапрот, открывший цериевую землю в 1803 г. почти одновременно со своими шведскими коллегами — В. Хизингером и Й. Я. Берцелиусом, возражал против названия «церий», предлагая «церерий». Берцелиус, однако, отстоял своё название, ссылаясь на трудности произношения того имени, которое предлагал новому элементу Клапрот.

## Нахождение в природе
Содержание церия в земной коре — 70 г/т, в воде океанов — 5,2⋅10−6 мг/л.

## Физические свойства
Полная электронная конфигурация атома церия: 1s22s22p63s23p64s23d104p65s24d105p66s24f15d1
Церий — это вязкий и ковкий серебристый металл, легко поддающийся ковке и механической обработке при комнатной температуре.
Известны 4 кристаллические модификации:
- α-форма с кубической кристаллической решёткой типа Cu до температуры 95K
- β-форма с гексагональной кристаллической решёткой типа La в интервале температур 95—264К
- γ-форма с кубической кристаллической решёткой типа Cu в интервале температур 263—1035K
- δ-форма с кубической кристаллической решёткой типа α-Fe при температурах выше 1035K

## Химические свойства
Церий — это редкоземельный металл, неустойчив на воздухе, постепенно окисляется, превращаясь в белый оксид и карбонат церия. При нагревании до +160…+180 °C на воздухе загорается; порошок церия является пирофорным.
Церий реагирует с кислотами, при кипячении окисляется водой, устойчив к действию щелочей. Энергично взаимодействует с галогенами, халькогенами, азотом и углеродом.

## Получение
Церий выделяют из смеси редкоземельных элементов процессами экстракции и хроматографии. Получают электролизом расплава фторида церия CeF3.

## Применение

### Металлургия
В современной технике широко используют способность церия (как и других лантаноидов) модифицировать сплавы на основе железа, магния; добавление 1 % церия к магнию резко увеличивает прочность последнего на разрыв и сопротивление ползучести.
Легирование конструкционных сталей церием значительно повышает их прочность. Здесь действие церия в целом аналогично действию лантана. Но поскольку церий и его соединения дешевле и доступнее лантана, то значение церия как легирующей добавки больше.
Легирование церием алюминия увеличивает его прочность и снижает электропроводность (величина изменений зависит от концентрации церия в сплаве, а также от способа получения сплава).
Стоит отметить то обстоятельство, что церий с рядом металлов при сплавлении реагирует весьма бурно с образованием интерметаллидов. Так, весьма характерна для церия бурная реакция с цинком при сплавлении или при локальном нагревании смеси порошка церия с порошком цинка. Эта реакция протекает в форме мощного взрыва, поэтому весьма опасно прибавление кусочка церия к расплавленному цинку — происходит яркая вспышка и сильный взрыв.

### Катализаторы
В химической и нефтяной промышленности диоксид церия СеО2 (температура плавления 2600 °C) используют как катализатор. В частности, CeO2 хорошо ускоряет практически важную реакцию между водородом и окисью углерода (Водяной газ). Так же хорошо и надёжно работает диоксид церия в аппаратах, где происходит дегидрогенизация спиртов. Другое соединение церия — его сульфат Ce(SO4)2 — считают перспективным катализатором для сернокислого производства. Он намного ускоряет реакцию окисления сернистого ангидрида в серный.

### Получение и измерение сверхнизких температур
Церий-магниевый нитрат (ЦМН) Ce2Mg3(NO3)12·24H2O используют в магнитных термометрах и как вещество для адиабатического размагничивания.

### Термоэлектрические материалы
Сульфид церия применяется в качестве высокотемпературного термоэлектрического материала с высокой эффективностью, для увеличения эффективности обычно легируется сульфидом стронция.

### Производство стекла
В атомной технике широко применяют церий-содержащие стёкла — они не тускнеют под действием радиации, (так как образующиеся центры окраски не поглощают свет в видимом глазом диапазоне), позволяя изготавливать толстые стёкла для защиты персонала.
Диоксид церия церит входит в состав специальных стёкол как осветлитель и иногда как светло-жёлтый краситель.
Оксид церия(IV) совместно с диоксидом титана используется для варки цветных стёкол, окрашенных от светло-жёлтого до оранжевого оттенка.

### Абразивные материалы
Диоксид церия — основной компонент полирита, самого эффективного порошка для полирования оптического и зеркального стекла. Полирит — коричневый порошок, состоящий из оксидов редкоземельных элементов. Оксида церия в нём не меньше 45 %. Известно, что с переходом на полирит качество полировки значительно улучшилось. На Харьковском заводе имени Ф. Э. Дзержинского, например, выход первосортного зеркального стекла после перехода на полирит увеличился в 10 раз. Выросла и производительность конвейера — за то же время полирит снимает примерно вдвое больше материала, чем другие полирующие порошки.

### Пирофорные сплавы
Сплав церия с 50 % железа (ферроцерий), а иногда и мишметалл используется как искусственный «кремень» в зажигалках.